# Kanton Brioude-Sud
Brioude-Sud is een voormalig kanton van het Franse departement Haute-Loire. Het kanton maakte deel uit van het arrondissement Brioude. Het werd opgeheven door het decreet van 17 februari 2014, met uitwerking op 22 maart 2015.

## Gemeenten
Het kanton Brioude-Sud omvatte de volgende gemeenten:
- Brioude (deels, hoofdplaats)
- Chaniat
- Fontannes
- Javaugues
- Lavaudieu
- Saint-Just-près-Brioude
- Vieille-Brioude